# Zaterečnyj
Zaterečnyj (in russo Затеречный?) è un insediamento di tipo urbano della Russia europea meridionale, situato nel distretto Neftekumskij del Territorio di Stavropol'.
Si trova 257 km a est di Stavropol' e 19 km a nord-est del centro amministrativo distrettuale Neftekumsk.